# Heroes of Might and Magic IV: Winds of War
Heroes of Might and Magic IV: Winds of War (в русской локализации «Герои меча и магии IV: Вихри войны») — второе дополнение к пошагово-стратегической компьютерной игре Heroes of Might and Magic IV, выпущенной в 2002 году. Дополнение было разработано компанией New World Computing и издано компанией The 3DO Company 25 февраля 2003 года. На территории России и СНГ Winds of War распространяется компанией «Бука», выпустившей русскую версию дополнения 24 апреля 2003 года. Как и первое дополнение The Gathering Storm, Winds of War устанавливается поверх Heroes of Might and Magic IV и вводит в игру новые кампании и сценарии, включая карты фанатов-победителей конкурсов, несколько новых существ и объектов игрового мира, а также значительно улучшает редактор карт Heroes IV.
Дополнение Winds of War стало последней игрой в серии Heroes of Might and Magic, разработанной New World Computing. После банкротства компании-издателя 3DO все авторские права на вселенную Might and Magic перешли к французской компании Ubisoft, а разработку Heroes of Might and Magic V переняла компания Nival Interactive.

## Нововведения
Все нововведения первого дополнения The Gathering Storm, за исключением кампаний и сценариев, присутствуют в Heroes IV: Winds of War. Второе дополнение вносит в игру нижеследующие элементы.
- 6 новых кампаний из 16 карт с единой сюжетной линией[4], а также 25 новых одиночных сценариев. Вдобавок, Winds of War включает в себя 20 пользовательских сценариев, победивших в конкурсе New World Computing на лучшую карту.
- 3 новых существа четвёртого уровня из разных фракций: бешеный бык (англ. frenzied gnasher), катапульта (англ. catapult), царь драконов (англ. megadragon)[4]. Последний обладает самым высоким здоровьем и защитой среди существ Heroes IV, большой сопротивляемостью магии и может атаковать ещё больше врагов разом, чем чёрный дракон, однако не умеет летать.
- 5 новых героев разных фракций[4]. Эти герои представляют пять воинствующих сторон в сюжете кампаний Winds of War, но могут быть так же доступны на обычных картах.
- Дополнение Winds of War вносит значительные улучшения в редактор карт Heroes of Might and Magic IV. Из них наиболее крупным является кисть препятствий. Этот инструмент даёт создателю карты быстро и удобно размещать на ней массивы объектов (большое поле с густой растительностью, лес, горный хребет и т. п.). Пользователь редактора карт может создавать собственные кисти и включать в них не только декоративные объекты, но и любые другие элементы игрового мира — отряды существ, груды ресурсов, артефакты. Благодаря детальным настройкам кисти препятствий, можно указывать процент заполнения клеток в выбранной области карты и задавать количество того или иного объекта относительное других. При помощи слоёв можно закономерно группировать объекты: например, одной кистью с несколькими слоями можно нарисовать реалистичный пейзаж — поросль, переходящую в рощу деревьев, в центре которых стоит гора. Помимо кисти препятствий, в редактор были добавлены: инструмент поиска объектов на карте, включение и выключение подземного уровня во время работы над ней, улучшенный просмотр проходимости карты, возможность операций «вырезать, скопировать, вставить» с объектами без потери их свойств и скриптов, несколько дополнительных настроек. С Winds of War обновлённый редактор карт комплектуется полноценным руководством пользователя.
- Как и в случае с первым дополнением, в главном меню дополнения Heroes of Might and Magic IV: Winds of War звучит своя новая музыкальная тема[5].

## Сюжет
Сюжетные линия Winds of War не связана с историями кампаний оригинальной Heroes of Might and Magic IV и первого дополнения The Gathering Storm. Действие второго дополнения происходит после событий The Gathering Storm и переносит игрока на северный континент мира Аксеот. В центре сюжета Winds of War — могущественное и блистательное королевство рыцарей Ченнон. Это королевство становится объектом завоевания для пяти соседних государств, у каждого из которых имеются свои цели на то, чтобы править Ченноном. На протяжении пяти кампаний игрок берёт на себя роль каждого из пяти завоевателей, но шестая кампания подразумевает, что победителем выйдет только один из них.
- «Повелитель мира» (англ. To Rule the World). Кампания про юного, помешанного на власти короля по имени Спаз Матикус. Убив своего миролюбивого отца, Спаз унаследовал небольшое островное государство Орилиос и решил расширить свои владения, завоевав королевство Ченнон. В ходе подготовки к военному походу, Спаз разрывает мирный договор с эльфийским царством Арбор’Ал, чтобы присвоить себе серные шахты на охраняемой эльфами горной местности. Затем он отправляется в Ржавую пустыню и берёт в союзники царей драконов — самых могущественных созданий Аксеота, одновременно захватив рудники на границе королевства нежити Корресан. В конце кампании Спаз Матикус штурмует заставу рыцарей на южной границе Ченнона, открывая своей армии путь к цели.
- «Орды варваров» (англ. Barbarian Hordes). Герой кампании, варвар Монго, поставил цель захватить королевство Ченнон, чтобы унаследовать место короля своего клана, которым в данный момент правил его дядя. На северном побережье Ченнона Монго воссоединяется с приплывшими ранее варварами-соратниками, которые потерпели поражение от рыцарей, и узнаёт, что его дядя направил ему в качестве соперника другого племянника. Победив брата и отправив его домой, Монго продвигается к южным территориям Ченнона и разрушает Великую Стену, протянувшуюся по границе королевства. Рыцари оказываются отягощены войной с другими завоевателями и прибегают к услугам наёмников, чтобы дать отпор варварам, однако это не мешает Монго одолеть главный северный замок Ченнона и двинуться к столице королевства.
- «Мистерио Великолепный» (англ. The Magnificent One). Сюжет кампании рассказывает о властителе государства Квассар, великом волшебнике Мистерио Великолепном, который прожил значительно долгую жизнь в стремлении обрести бессмертие. Мистерио узнаёт, что секрет вечной жизни был открыт монахами королевства Ченнон, которые не намерены делиться этой тайной ни за какие сокровища. Тогда волшебник в качестве угрозы захватывает близлежащие ченнонские города, один из лордов которых сообщает Мистерио, что монахи прячут свой секрет в одинокой башне на юге. Сведения оказываются обманом, и в ярости Мистерио Великолепный объявляет Ченнону войну. Он набирает армию, захватывая рыцарские города, и держит путь в столицу Ченнона, поскольку понимает, что тайна бессмертия может храниться только в этом великом городе.
- «С меня хватит» (англ. Enough is Enough). Кампания об эльфе по имени Эрутан Ривол, рьяном защитнике природы из лесного государства Арбор’Ал (имя героя Erutan Revol является ананимом от англ. nature lover — «любящий природу»). Эрутан замыслил войну с Ченноном, потому что это королевство уже долгое время вырубало вековые деревья на границах Арбор’Ала ради строительства своих городов. Однако сперва эльфу приходится вступать в конфликт с друидами и рейнджерами Арбор’Ала, которые отказывали ему в поддержке, поскольку гибель лесов их не волновала. После уничтожения войск рыцарей и варваров на границе Арбор’Ала, Эрутан Ривол разрушает до основания главный торговый город Ченнона, чтобы показать всем уровень угрозы. Выжившие рыцари отступают к столице Ченнона, куда следом за ними направляется и Эрутан.
- «Поступь смерти» (англ. Death March). Барон фон Таркин, некромант-властелин пустыни Корресана, спустя много лет после убийства его прежнего короля оказался утомлён долгим отсутствием войн. Таркин решает захватить королевство Ченнон, оплот магов Жизни, и тем самым получить возможность расширять свою империю в любом направлении. Барон разоряет земли соседнего королевства Квассар, пополняя свои ресурсы и армию нежити, после чего направляет всю эту мощь в Ченнон. Таркин узнаёт, что рыцари страдают от войн с другими завоевателями, поэтому их силы отступают к столице Ченнона, куда барон открывает путь, взяв три горных перевала.
- «Последний оплот» (англ. The Last Bastion). Заключительная кампания, которая открывается только после прохождения пяти предыдущих. Кампания состоит из единственного сценария, где все пятеро завоевателей сходятся в финальной битве за столицу королевства Ченнон — город Рилос. Перед началом кампании игроку предлагается выбрать, за кого из завоевателей он будет играть — подразумевается, что именно этот завоеватель выйдет победителем и подчинит себе четырёх других захватчиков. Каждый из героев предыдущих кампаний переходит в эту миссию со всеми навыками и умениями (маги — с соответствующими заклинаниями).

## Разработка
В конце июля 2002 года, после анонса дополнения Heroes of Might and Magic IV: The Gathering Storm, в финансовом отчёте компании 3DO обнаружилось, что на март 2003 года уже запланирован выход второго дополнения для Heroes IV. Осенью сотрудник New World Computing Кристиан Вановер несколько раз делился информацией о втором дополнении. На тот момент оно находилось в ранней стадии планирования, но уже тогда было ясно, что в нём не будет новой игровой фракции или генератора случайных карт, на которые рассчитывали игровые сообщества. Систему фракций в Heroes IV разработчики решили оставить неизменной, потому что серьёзные изменения уже были намечены ими для Heroes of Might and Magic V, а Heroes IV: Winds of War должна была стать последней игрой на движке четвёртой части. Насчёт отказа от генератора случайных карт Кристиан Вановер объяснил следующее: «Это одна из вещей, которую мы очень подробно обсуждали, и я мог бы написать эссе по этому вопросу. В итоге, полагая, что создание карты требует учитывания многих факторов довольно сложной системы игры, мы пришли к выводу, что лучше будет создать высококачественный генератор ландшафта». Обо всех улучшениях редактора карт в новом дополнении для Heroes IV Кристиан поведал в ноябре; тогда же стало известно название второго дополнения — Heroes of Might and Magic IV: Winds of War. В первой половине января 2003 года дополнение Winds of War вышло на золото.

## Выпуск
Дополнение Winds of War было официально анонсировано компанией 3DO 6 декабря 2002 года. «С захватывающей дух графикой и проработанной сюжетной линией Winds of War мы продолжаем традиции Heroes». Релиз дополнения был намечен на весну 2003 года. В январе 2003 года сайт GameSpot получил от 3DO возможность сыграть в раннюю версию Winds of War и сообщил, что дополнение выйдет уже в феврале. Heroes of Might and Magic IV: Winds of War был выпущен 25 февраля. «Winds of War — на данный момент наиболее интерактивная Heroes, включающая в себя дополнительные возможности для редактора карт и шесть генераторов существ, а также 20 карт, созданных фанатами. Новички и поклонники серии Heroes будут долгие часы наслаждаться насыщенным геймплеем, завораживающей графикой и переплетёнными гобеленами сюжетных линий Heroes of Might and Magic» (Джон Ван Канегем, основатель New World Computing). В России и странах СНГ официальным локализатором игры является компания «Бука», выпустившая английскую версию дополнения 18 марта, а 24 апреля — версию на русском языке, названную «Герои меча и магии IV: Вихри войны».

### Конкурс карт
Ещё в конце августа 2002 года компания 3DO объявила о проведении конкурса карт среди игроков Heroes of Might and Magic IV. Сотрудники New World Computing занимались отбором лучших, по их мнению, пользовательских карт, которые позже планировалось включить во второе дополнение к Heroes IV. Победителям конкурса была обещана награда в виде экземпляра диска со вторым дополнением и упоминания их имён в титрах игры. Конкурс карт начался 15 сентября 2002 года. Изначально он длился до 15 октября; для участия в конкурсе необходимо было являться зарегистрированным в сообществе «Might and Magic Guild», членство в котором стоило $10 в год (бесплатным — для обладателей коробочной версии Heroes IV). 16 октября компания 3DO решила смягчить правила и продлить конкурс до конца месяца, а принять в нём участие теперь мог любой желающий игрок. Для New World Computing это был уже второй раз проведения таких мероприятий — первый конкурс карт был приурочен к выходу игры Heroes of Might and Magic II: The Price of Loyalty. «Одна вещь, в которую я всегда верил (и что Интернет помог укрепить — особенно что касается изменения игр), это то, что независимо о того, как хорошо вы думаете, есть кто-то ещё, кто думает лучше. Даже когда я рассматриваю себя как квалифицированного картостроителя, я знаю, что есть более талантливые люди (некоторые — до изумления), которые могли бы добиться большего успеха… По крайней мере, они внесут некое оживление в то, что мы делаем» (Кристиан Вановер, New World Computing). Итоги конкурса были подведены 3DO в январе 2003 года.
Компания «Бука», в ходе подготовок локализации Winds of War в России, объявила в конце февраля свой конкурс карт Heroes IV. «Бука» планировала записать на русское издание Winds of War 20 лучших карт, присланных российскому сообществу «Геройский Уголок» и избранных его участниками. «Геройский Уголок» подвёл итог конкурса 2 апреля 2003 года, выбрав 11 лучших карт для синглплеера и 11 для мультиплеера. Однако к этому времени инициатива «Буки» оказалась в отрыве от контракта с компанией 3DO, которая не предусматривала размещение на диске с Winds of War каких-либо посторонних карт-конкурсантов. В итоге, отобранные для конкурса карты оказались просто размещены на сайте «Геройского Уголка». При этом, авторы трёх лучших карт для синглплеера и трёх для мультиплеера всё равно получили от «Буки» обещанные призы.

## Отзывы и критика
| Сводный рейтинг       | Сводный рейтинг |
| Агрегатор             | Оценка          |
| --------------------- | --------------- |
| GameRankings          | 60,58 %         |
| Metacritic            | 58/100          |
| Иноязычные издания    |                 |
| Издание               | Оценка          |
| ActionTrip            | 7/10            |
| GameRevolution        | C−              |
| GameSpot              | 6,7/10          |
| GameSpy               | 1/5             |
| GameZone              | 7/10            |
| IGN                   | 6,9/10          |
| Русскоязычные издания |                 |
| Издание               | Оценка          |
| Absolute Games        | 30 %            |

Absolute Games подверг игру разгромной критике, поставив оценку в 30% из 100 возможных. По словам обозревателя LaBoule, в игре не появилось практически ничего нового, за исключением обновлённого редактора карт и нескольких новых монстров. Жёсткой критике был подвергнут режим кампании, в которой были примитивный сюжет, небольшая длительность (всего три миссии в каждой плюс одна финальная) и эстетически неприятные персонажи. Одним из редких плюсов стало сведение к минимуму количества ошибок и багов в игре.